# 배리나
배리나(1997년 4월 29일 ~ )는 대한민국의 유튜버이자 작가이며, 본관은 달성 배씨이다. 2017년에 뷰티 유튜브 크리에이터로 데뷔했으며 2018년에 탈코르셋을 선언하면서  큰 주목을 받았다.

## 생애
배리나는 초등학교에 입학하던 당시에 통통한 체격을 갖고 있었고 친구가 많았다고 한다. 초등학교 2학년 시절에 친구들과 함께 놀이터에서 놀던 도중에 정글 짐에서 떨어지는 사고를 당하여 병원으로 옮겨졌는데 골반에서 종양이 발견되어 수술을 받았다. 배리나는 침대에서 누워 있는 시간이 많아지면서 운동을 할 수 없게 되었고 급격하게 살이 찌기 시작했다. 이 때문에 배리나는 초등학교 3학년 시절에 같은 반에 다니던 남자 어린이들로부터 자살하라는 소리를 들을 정도로 따돌림을 받았고 10세 시절에는 아파트 베란다에서 자살을 시도했다고 한다.
배리나는 초등학교 6학년 시절에 부모의 권고를 받고 캐나다 유학을 떠났다. 배리나의 증언에 따르면 캐나다는 대한민국과는 달리 외모 차별을 받지 않는 사회였고 자신도 학교에서 따돌림을 받지 않았다고 한다. 하지만 어려운 집안 상황 때문에 불과 1년 만에 대한민국으로 귀국할 수 밖에 없었다고 한다. 배리나는 못 생긴 외모 때문에 우울증, 대인기피증, 식사장애에 시달려서 외출을 못 했고 원푸드 다이어트, 디톡스 요법, 한약 요법, 퍼스널 트레이닝을 비롯한 각종 다이어트를 시도했으나 실패했다고 한다.
배리나는 2016년에 일어난 강남역 화장실 살인사건을 계기로 모든 여자들에게 일어날 수 있는 일이라고 생각하고 여성주의(페미니즘)에 관심을 가졌다고 한다. 또한 대학교(2년제 전문 대학교로 추정됨)에서 방송영상학을 전공했고 화장과 분장에 관심을 가지면서 분장사 자격증도 취득했다.
배리나는 2017년 8월에 뷰티 유튜브 크리에이터로 데뷔하면서 화장법을 주제로 한 동영상을 게재했다. 배리나의 유튜브 채널은 15만 명에 달하는 구독자 수를 기록했지만 한편으로는 네티즌들의 악플 공격을 받기도 했다. 그러던 중에 2018년 6월 4일에 《나는 예쁘지 않습니다》라는 제목의 동영상을 게재하면서 탈코르셋을 선언했다. 이 동영상은 500만 건이 넘는 조회수를 기록하면서 소셜 네트워크 서비스(SNS), 인터넷 커뮤니티의 주목을 받았고 많은 여성 네티즌들도 공감의 표시를 전했다. 유튜브 채널의 유명세에 힘입어 배리나는 2018년 10월에 탈코르셋을 주제로 한 《나는 예쁘지 않습니다》라는 에세이를 출간하였다.

## OECD 포럼 참석
2019년 5월 21일부터 5월 22일까지 프랑스 파리에서 열린 경제협력개발기구(OECD) 포럼에서 '소셜 미디어와 정체성'을 주제로 한 토론에서 패널로 참여하여 의견을 교환했다. 하지만 일부 네티즌들이 배리나가 대한민국 정부의 추천을 받고 OECD 포럼에 참여해서 "대한민국은 몰카 천국"이라는 등의 젠더 갈등을 조장하고 대한민국의 국격을 떨어뜨리는 발언을 했다는 의혹을 제기했고 청와대 국민청원에서는 배리나를 처벌해달라는 청원이 올라오기도 했다. 이에 대해 대한민국 정부와 배리나 모두 사실이 아니라고 해명했다. 특히 배리나는 자신이 OECD의 초청을 받고 참여했다고 해명했고 자신에 대한 의혹이 사실이 아님을 입증하는 이메일을 공개하기도 했다.

## 사생활
배리나는 2017년 4월 27일에 자신의 인스타그램을 통해 홍준표 자유한국당 후보, 문재인 더불어민주당 후보가 대한민국 제19대 대통령 선거 토론회에서 동성애에 반대한다는 입장을 표명한 것에 대해 "동성애는 '취향'이 아니라 '정체성'일 뿐이며 그 누구도 찬성과 반대를 논할 수 없다. 동성애는 같은 성별을 사랑하는 한 '사람'일 뿐이다."라고 비판하고 자신이 남자와 여자 모두를 사랑하는 양성애자임을 커밍아웃했다. 또한 배리나는 자신의 트위터를 통해 비혼주의자라고 밝히기도 했다.

## 저서
- 《나는 예쁘지 않습니다》 (2018년 10월 24일, 북로그컴퍼니)

## 같이 보기
- 오세라비